# Ornontowice (gemeente)
De gemeente Ornontowice is een landgemeente in het Poolse woiwodschap Silezië, in powiat Mikołowski.
De zetel van de gemeente is in Ornontowice.
Op 30 juni 2004 telde de gemeente 5530 inwoners.

## Oppervlakte gegevens
In 2002 bedroeg de totale oppervlakte van gemeente Ornontowice 15,1 km², waarvan:
- agrarisch gebied: 64%
- bossen: 26%

De gemeente beslaat 6,52% van de totale oppervlakte van de powiat.

## Demografie
Stand op 30 juni 2004:
| Omschrijving                   | Totaal | Totaal | Vrouwen | Vrouwen | Mannen | Mannen |
| ------------------------------ | ------ | ------ | ------- | ------- | ------ | ------ |
| eenheid                        | aantal | %      | aantal  | %       | aantal | %      |
| inwoners                       | 5530   | 100    | 2783    | 50,2    | 2747   | 49,8   |
| bevolkingsdichtheid (inw./km²) | 366,2  | 366,2  | 184,3   | 184,3   | 181,9  | 181,9  |

In 2002 bedroeg het gemiddelde inkomen per inwoner 2760,47 zł.

## Aangrenzende gemeenten
Ornontowice grenst in het zuiden aan miastem Orzesze, in het noorden aan gminą Gierałtowice, in het westen aan miastem en gminą Czerwionka-Leszczyny, a in het oosten aan miastem Mikołów.